# Kalray
Kalray est une société française qui développe des processeurs spécialisés dans le traitement de grandes quantités d'informations.

## Produits
La société développe des processeurs, logiciels et cartes d'acquisition spécialisés dans le traitement de grandes quantités d'informations dans le domaine de l'acquisition vidéo et du traitement des images vidéo. Le marché cible de la société comprend les constructeurs automobiles effectuant des recherches autour de la voiture autonome qui utilisent l'analyse en temps réel du traitement vidéo. La société fabrique des processeurs destinés aux marchés des centres de données, de l'edge computing, de la 5G, de l'automobile et des supercalculateurs.
Il s'agit du seul acteur en Europe à concevoir intégralement des DPU (data Processing Unit (en)),

## Histoire
La société est créée en 2008 comme une spin-off du CEA-Leti. 
L'arrivée[pas clair] du ministère des Armées en 2020 permet d'investir le marché des systèmes embarqués critiques tels que ceux utilisés dans les missiles. 
En mars 2022, Kalray rachète l'anglais Arcapix, spécialiste des puces pour le marché des systèmes embarqués et des baies de stockage.
En septembre 2022, les produits Kalray ont été embarqués dans le démonstrateur de véhicule autonome BMW.
En octobre 2022, Kalray signe un accord avec Dell. Les cartes d'acquisition vidéo du fabricant seront présentes au catalogue produits Dell.
Jusqu'en 2022, seule la conception est effectuée en France, la fabrication des processeurs étant sous-traitée auprès du taïwanais TSMC. Un projet de relocalisation en France est à l'étude pour 2023.
En 2024 est signé un partenariat avec le concepteur d'architectures ARM.
L'entreprise cède ses activités logicielles en 2025, pour se recentrer sur ses activités de R&D. Son chiffre d'affaires au premier semestre est en baisse de 28,4%, à 10,9 millions d'euros. Le cours de ses actions passe de 30 euros en juillet 2023 à 83 centimes en janvier 2025.

## Levées de fonds
Les participants aux levées de fonds incluent Safran Corporate Venture, Alliance Venture (le fonds de capital risque de l'alliance Renault-Nissan-Mitsubishi), le Ministère des Armées via Definvest le fonds géré par Bpifrance, un fonds asiatique Pengpai, ACE Management, CEA Investissement, EUREKAP! et Inocap Gestion.
Kalray a effectué une levée de fonds de 23,6 millions d'euros en mai 2018.
Kalray est introduite en bourse sur Euronext en juin 2018 et lève à cette occasion 43,5 millions d'euros.
En 2020, le néerlandais NXP Semiconductors prend une participation de 9,95 % au capital de Kalray.
Kalray lève 10 millions d'euros en mai 2022et 24,4 millions d'euros en décembre 2022.